# Herhaling van lexemen
Met herhaling van lexemen bedoelt men in de tekstlinguïstiek herhaling van een woord (lexeem) binnen dezelfde tekst. Aangezien te veel herhalingen de stijl van gesproken of geschreven tekst in het algemeen niet ten goede komen, heeft lexeemrecurrentie vooral de voorkeur binnen verschillende alinea's die over hetzelfde onderwerp gaan. Binnen een enkele alinea heeft het gebruik van verschillende woorden met dezelfde referent (synoniemen) ofwel lexeemvariatie de voorkeur. Dit om "houterigheid" van een tekst te vermijden. 
Zowel herhaling als variatie van lexemen dienen ter bevordering van de tekstuele coherentie. Beide maken deel uit van de isotopie.